# Floßgraben
Ein Floßgraben oder Flößgraben ist ein zum Zweck der Flößerei von unbearbeitetem Holz angelegter Kanal. Viele Floßgräben dienten dem Transport loser Stämme oder Brennholzscheite und nicht von gebundenem Holz. In der Flößerei wird diese Transportmethode Trift genannt.
Der Floßgraben gehört zu den Holzschwemmanlagen, zusammen mit Riesen und Abschnitten der Wildflößerei (Trift). Manche Flossgräben werden auch Floßkanal genannt.

## Beispiele
- Annaberger Floßgraben
- Dlouhá stoka (deutsch Floßgraben) im tschechischen Slavkovský les (deutsch Kaiserwald)
- Elsterfloßgraben zwischen Gera, Halle und Leipzig
- Floßgraben (Havel), ein annähernd 20 km langer Zufluss der Havel in Mecklenburg-Vorpommern[2]
- Floßgraben I und Floßgraben II, Zuflüsse der Zarow in Vorpommern, siehe Flusssystemtafel Zarow
- Floßgraben (Leinacher Bach), linker Zufluss des Leinacher Bachs in Leinach,  Landkreis Würzburg, Bayern
- Flößgraben (Leinakanal), ein Abzweig der Apfelstädt zum Leinakanal bei Georgenthal
- Lütsche-Flößgraben im Thüringer Wald
- Neugrabenflöße im Erzgebirge
- Salinenfloßbach bei Mutterstadt in Rheinland-Pfalz, heute weitgehend verlandet
- Schneeberger Floßgraben, ein im 16. Jahrhundert angelegter Kanal im Westerzgebirge
- Schwarzenbergscher Schwemmkanal im Bereich Bayern/Tschechien/Österreich